# Danh sách chính phủ tại Bỉ
| Nói tiếng Hà Lan | Nói tiếng Hà Lan | Nói tiếng Pháp         | Nói tiếng Pháp       |
| Nói tiếng Đức    | Nói tiếng Đức    | Song ngữ Hà Lan/Pháp   | Song ngữ Hà Lan/Pháp |
| Cộng đồng:       | Cộng đồng:       | Vùng:                  | Vùng:                |
| Flemish          | Flemish          | Flemish (Flanders)     | Flemish (Flanders)   |
| Flemish          | Flemish          | Vùng Thủ đô (Brussels) |                      |
| tiếng Pháp       |                  |                        |                      |
| Wallonie         | (Wallonia)       |                        |                      |
| Wallonie         | (Wallonia)       | Nói tiếng Đức          |                      |

Dưới đây là danh sách các chính quyền địa phương và cộng đồng liên bang tại Bỉ.

## Chính phủ Liên bang
Chính phủ Liên bang Bỉ là cơ quan hành pháp của cả Vương quốc Bỉ (xem thêm Quốc hội Liên bang Bỉ).

## Chính phủ Flemish
Chính phủ Flemish là cơ quan hành pháp của cả hai khu vực Flemish và cộng đồng Flemish (xem thêm Quốc hội Flemish).
Sau cuộc bầu cử ngày 25 tháng 5 năm 2014,      N-VA (43 ghế),      CD&V (27 ghế) và      VLD (19 ghế) thành lập liên minh. 
| Chính phủ Flemish - Bourgeois 2014-2019 | Chính phủ Flemish - Bourgeois 2014-2019 | Chính phủ Flemish - Bourgeois 2014-2019 | Chính phủ Flemish - Bourgeois 2014-2019                                                                                 |
|                                         | Đảng                                    | Tên                                     | Chức năng |
| --------------------------------------- | --------------------------------------- | --------------------------------------- | --- |
|                                         | N-VA                                    | Geert Bourgeois                         | Bộ trưởng-Chủ tịch của Chính phủ Flemish và Bộ trưởng chính sách đối ngoại Flemish và di sản bất động sản               |
|                                         | CD&V                                    | Hilde Crevits                           | Phó Bộ trưởng-Chủ tịch của Chính phủ và Bộ trưởng Giáo dục Flemish                                                      |
|                                         | VLD                                     | Annemie Turtelboom                      | Phó Bộ trưởng-Chủ tịch của Chính phủ và Bộ trưởng Tài chính, Ngân sách nhà nước và năng lượng Flemish                   |
|                                         | N-VA                                    | Liesbeth Homans                         | Phó Bộ trưởng-Chủ tịch Chính phủ Flemish và Bộ trưởng Bộ Quản lý công, công dân, nhà ở, bình đẳng và xóa đói giảm nghèo |
|                                         | CD&V                                    | Jo Vandeurzen                           | Bộ trưởng Phúc lợi, sức khỏe cộng đồng và gia đình                                                                      |
|                                         | VLD                                     | Sven Gatz                               | Bộ trưởng Bộ Truyền thông, Văn hóa, Thanh niên và Brussels                                                              |
|                                         | N-VA                                    | Ben Weyts                               | Bộ trưởng Bộ vận động và công trình công, ngoại vi Brussels, Du lịch và Bảo vệ động vật                                 |
|                                         | CD&V                                    | Joke Schauvliege                        | Bộ trưởng đô thị quốc gia, Kế hoạch, môi trường và thiên nhiên                                                          |
|                                         | N-VA                                    | Philippe Muyters                        | Bộ trưởng lao động, kinh tế, đổi mới, chính sách khoa học và thể thao                                                   |

## Chính phủ của Cộng đồng Pháp
Chính phủ của Cộng đồng nói tiếng Pháp là cơ quan hành pháp của Cộng đồng Pháp (xem thêm Quốc hội của Cộng đồng Pháp).
Sau cuộc bầu cử ngày 25 tháng 5 năm 2014,     PS (30 ghế) và     CDH (13 ghế) hình thành liên minh. 
| Chính phủ của Cộng đồng nói tiếng Pháp - Demotte III | Chính phủ của Cộng đồng nói tiếng Pháp - Demotte III | Chính phủ của Cộng đồng nói tiếng Pháp - Demotte III | Chính phủ của Cộng đồng nói tiếng Pháp - Demotte III               |
|                                                      | Đảng                                                 | Tên                                                  | Chức năng                                                          |
| ---------------------------------------------------- | ---------------------------------------------------- | ---------------------------------------------------- | ------------------------------------------------------------------ |
|                                                      | PS                                                   | Rudy Demotte                                         | Bộ trưởng-Chủ tịch                                                 |
|                                                      | PS                                                   | André Flahaut                                        | Bộ trưởng Bộ Ngân khố                                              |
|                                                      | PS                                                   | Isabelle Simonis                                     | Bộ trưởng Bộ Thanh niên và quyền bình đẳng                         |
|                                                      | PS                                                   | Rachid Madrane                                       | Bộ trưởng Bộ viện trợ thanh niên, Tư pháp và Brussels              |
|                                                      | PS                                                   | Jean-Claude Marcourt                                 | Bộ trưởng Bộ Giáo dục đại học, Chính sách khoa học và Truyền thông |
|                                                      | CDH                                                  | Joëlle Milquet                                       | Bộ trưởng Bộ Ngân sách, Tài chính và Thể thao                      |
|                                                      | CDH                                                  | René Collin                                          | Bộ trưởng Bộ Thể thao                                              |

## Chính phủ của Cộng đồng nói tiếng Đức
Chính phủ của Cộng đồng nói tiếng Đức là cơ quan hành pháp của cộng đồng nói tiếng Đức (xem thêm Quốc hội của Cộng đồng nói tiếng Đức tại Bỉ).
Sau cuộc bầu cử ngày 25 tháng 5 năm 2014,      ProDG (6 ghế),      PS (4 ghế) và      PFF (4 ghế) hình thành liên minh.
| Chính phủ của Cộng đồng nói tiếng Đức - Paasch | Chính phủ của Cộng đồng nói tiếng Đức - Paasch | Chính phủ của Cộng đồng nói tiếng Đức - Paasch | Chính phủ của Cộng đồng nói tiếng Đức - Paasch          |
|                                                | Đảng                                           | Tên                                            | Chức năng                                               |
| ---------------------------------------------- | ---------------------------------------------- | ---------------------------------------------- | ------------------------------------------------------- |
|                                                | ProDG                                          | Oliver Paasch                                  | Bộ trưởng-Chủ tịch; Bộ trưởng Bộ Chính quyền địa phương |
|                                                | PFF                                            | Isabelle Weykmans                              | Bộ trưởng Bộ Văn hóa, Truyền thông và Du lịch           |
|                                                | ProDG                                          | Harald Mollers                                 | Bộ trưởng Bộ Giáo dục                                   |
|                                                | PS                                             | Antonios Antoniadis (chính trị gia)            | Bộ trưởng Bộ Xã hội                                     |

## Chính phủ Wallonie
Chính phủ Wallonie là cơ quan hành pháp của khu vực Wallonie (xem thêm Quốc hội Wallonie).
Sau cuộc bầu cử ngày 25 tháng 5 năm 2014,     PS (30 ghế) và     CDH (13 ghế) thành lập liên minh. 
| Chính phủ Wallonie - Magnette 2014-2019 | Chính phủ Wallonie - Magnette 2014-2019 | Chính phủ Wallonie - Magnette 2014-2019 | Chính phủ Wallonie - Magnette 2014-2019                                                                                             |
|                                         | Đảng                                    | Tên                                     | Chức năng |
| --------------------------------------- | --------------------------------------- | --------------------------------------- | --- |
|                                         | PS                                      | Paul Magnette                           | Bộ trưởng-Chủ tịch |
|                                         | PS                                      | Jean-Claude Marcourt                    | Phó Bộ trưởng-Chủ tịch; Bộ trưởng Bộ Kinh tế, Công nghiệp, đổi mới và số hóa                                                        |
|                                         | CDH                                     | Maxime Prévot                           | Phó Bộ trưởng-Chủ tịch; Bộ trưởng Bộ Công trình công cộng, an toàn giao thông, Y tế, bình đẳng, hoạt động tại khu kinh tế và Di sản |
|                                         | PS                                      | Paul Furlan                             | Bộ trưởng Bộ Chính quyền địa phương, năng lượng, Nhà ở và Chính sách Thành phố                                                      |
|                                         | PS                                      | Christophe Lacroix                      | Bộ trưởng Bộ Ngân sách, Văn phòng công và đơn giản hoá hành chính công                                                              |
|                                         | PS                                      | Éliane Tillieux                         | Bộ trưởng Bộ Lao động và Đào tạo |
|                                         | CDH                                     | Carlo Di Antonio                        | Bộ trưởng Bộ Môi trường, Bảo vệ động vật, quy hoạch không gian, vận động và hàng không                                              |
|                                         | CDH                                     | René Collin                             | Bộ trưởng Bộ Nông nghiệp, Thiên nhiên, Vấn đề nông thôn, Du lịch và hạ tầng Thể thao                                                |

## Chính phủ Brussels-Vùng Thủ đô
Chính phủ Brussels-Vùng Thủ đô là cơ quan hành pháp của Brussels-Vùng thủ đô (xem thêm các Quốc hội Brussels-Vùng Thủ đô).
Sau Cuộc bầu cử vào ngày 7 tháng 6 năm 2009, các bên tham gia nói tiếng Pháp     PS,     Ecolo và     CDH hình thành một liên minh với các đảng nói tiếng Hà Lan     VLD,     CD&V và     Groen!. Chính phủ đã thành lập do Charles Picqué nhưng ông nghỉ hưu vào ngày 7 tháng 5 năm 2013 và được thay thế bởi Rudi Vervoort.
| Chính phủ Brussels-Vùng Thủ đô - Vervoort I | Chính phủ Brussels-Vùng Thủ đô - Vervoort I | Chính phủ Brussels-Vùng Thủ đô - Vervoort I | Chính phủ Brussels-Vùng Thủ đô - Vervoort I                                                                                               |
|                                             | Đảng                                        | Tên                                         | Chức năng |
| ------------------------------------------- | ------------------------------------------- | ------------------------------------------- | --- |
|                                             | PS                                          | Rudi Vervoort                               | Bộ trưởng-Chủ tịch; Bộ trưởng Bộ Các nhà chức trách địa phương, quy hoạch không gian, di tích và cảnh quan, Hỗ trợ phát triển và Thống kê |
|                                             | VLD                                         | Guy Vanhengel                               | Bộ trưởng Bộ Tài chính, Ngân sách nhà nước và Quan hệ đối ngoại                                                                           |
|                                             | CD&V                                        | Brigitte Grouwels                           | Bộ trưởng Bộ Công chính, Sở Giao thông vận tải, cảng Brussels, và công nghệ thông tin                                                     |
|                                             | Ecolo                                       | Evelyne Huytebroeck                         | Bộ trưởng Bộ Môi trường, năng lượng, nước và thẩm quyền thành phố                                                                         |
|                                             | CDH                                         | Céline Fremault                             | Bộ trưởng Bộ lao động, Kinh tế, Ngoại thương và Nghiên cứu khoa học                                                                       |
|                                             | Groen!                                      | Bruno De Lille                              | Bộ trưởng Ngoại giao về dân quyền và các dịch vụ dân sự                                                                                   |
|                                             | PS                                          | Rachid Madrane                              | Bộ trưởng Ngoại giao về Quy hoạch thành phố, thu thập và xử lý chất thải và bảo trì môi trường                                            |
|                                             | Ecolo                                       | Christos Doulkeridis                        | Bộ trưởng Ngoại giao về Nhà ở, Sở Cứu hỏa và chăm sóc y tế khẩn cấp                                                                       |